# ポルト県
ポルト県（ポルトけん、Distrito do Porto）は、ポルトガルの県の一つ。県都は、ポルトガル第2の都市ポルト。北は、ブラガ県、東は、ヴィラ・レアル県、南東部は、ヴィゼウ県、南西部は、アヴェイロ県と接する。西は、大西洋に面している。
ポルト県は、以下の18の地方自治体が所属する（アルファベット順）。
- アマランテ（pt:Amarante）
- バイアオン（en:Baião, Portugal）
- フェルゲイラス（pt:Felgueiras）
- ゴンドマール（en:Gondomar (Portugal)）
- ロウザダ（pt:Lousada）
- マイア（pt:Maia,_Portugal）
- マルコ・デ・カナヴェーゼスpt:Marco de Canaveses
- マトジーニョスpt:Matosinhos
- パソス・デ・フェレイラ（pt:Paços de Ferreira）
- パレデス（pt:Paredes）
- ペナフィエル（pt:Penafiel）
- ポルト - 県都。市街地の中心部は、「ポルト歴史地区」として、ユネスコの世界遺産に登録されている。
- ポーヴォア・デ・ヴァルジンpt:Póvoa de Varzim
- サント・ティルソpt:Santo Tirso
- トロファpt:Trofa
- ヴァロンゴpt:Valongo
- ヴィラ・ド・コンデ（pt:Vila do Conde）
- ヴィラ・ノヴァ・デ・ガイア（pt:Vila Nova de Gaia）